# 7157 Лофґрен
7157 Лофґрен (7157 Lofgren) — астероїд головного поясу, відкритий 1 березня 1981 року.
Тіссеранів параметр щодо Юпітера — 3,629.